# لاوینا (رزو)
لاوینا (به ایتالیایی: Lavina) یک منطقهٔ مسکونی در ایتالیا است که در رتسو واقع شده‌است. لاوینا ۱۰۳ نفر جمعیت دارد و ۳۵۰ متر بالاتر از سطح دریا واقع شده‌است.